# Frederica de Laguna
Frederica ("Freddy") Annis Lopez de Leo de Laguna (Ann Arbor, 3 de outubro de 1906 – Haverford, 6 de outubro de 2004) foi uma etnóloga, antropóloga e arqueóloga americana  influente por seu trabalho sobre arte e arqueologia paleoíndia e nativa do Alasca na América noroeste e Alasca.
Ela fundou e presidiu o departamento de antropologia no Bryn Mawr College de 1938 a 1972 e atuou como vice-presidente da Society for American Archaeology (SAA) de 1949 a 1950 e como presidente da American Anthropological Association (AAA) de 1966 a 1967. As honrarias de de Laguna incluem o Prêmio Lindback do Bryn Mawr College por Ensino Distinto em 1972; sua eleição para a Academia Nacional de Ciências como a primeira mulher, junto com a ex-colega Margaret Mead, em 1975; o Distinguished Service Award da AAA em 1986; um Potlatch das pessoas de Yakutat em 1996; e a Medalha Lucy Wharton Drexel da Universidade da Pensilvânia em 1999.

## Infância e educação
De Laguna nasceu em 3 de outubro de 1906 em Ann Arbor, Michigan. Filha de Theodore Lopez de Leo de Laguna e Grace Mead (Andrus) de Laguna, professores de filosofia no Bryn Mawr College, ela foi alfabetizada em casa por seus pais até os nove anos devido a doenças frequentes. Ela se juntou a seus pais e irmão mais novo Wallace por duas licenças sabátitcas durante sua adolescência: Cambridge e Oxford, Inglaterra em 1914-1915 e França em 1921-1922.
De Laguna frequentou o Bryn Mawr College com uma bolsa de estudos de 1923 a 1927, graduando-se summa cum laude em política e economia. Embora ela tenha sido premiada com a bolsa europeia da faculdade, ela adiou por um ano para estudar antropologia na Universidade de Columbia com Franz Boas, Gladys Reichard e Ruth Benedict. Em 1928, de Laguna viajou para a Inglaterra, França e Espanha, onde ganhou experiência de trabalho de campo com George Grant MacCurdy; "participou de palestras sobre arte pré-histórica de Abbe Breuil e recebeu orientação de Paul Rivet e Marcelin Boule." Em junho de 1929, de Laguna navegou para a Groenlândia como assistente de Therkel Mathiassen na "primeira escavação arqueológica científica" do país. Permanecendo um total de seis meses, a escavação a convenceu de um futuro na antropologia e mais tarde se tornou o tema de Voyage to Greenland: A Personal Initiation into Anthropology (1997).
De Laguna recebeu seu doutorado em antropologia pela Universidade de Columbia em 1933.

## Carreira

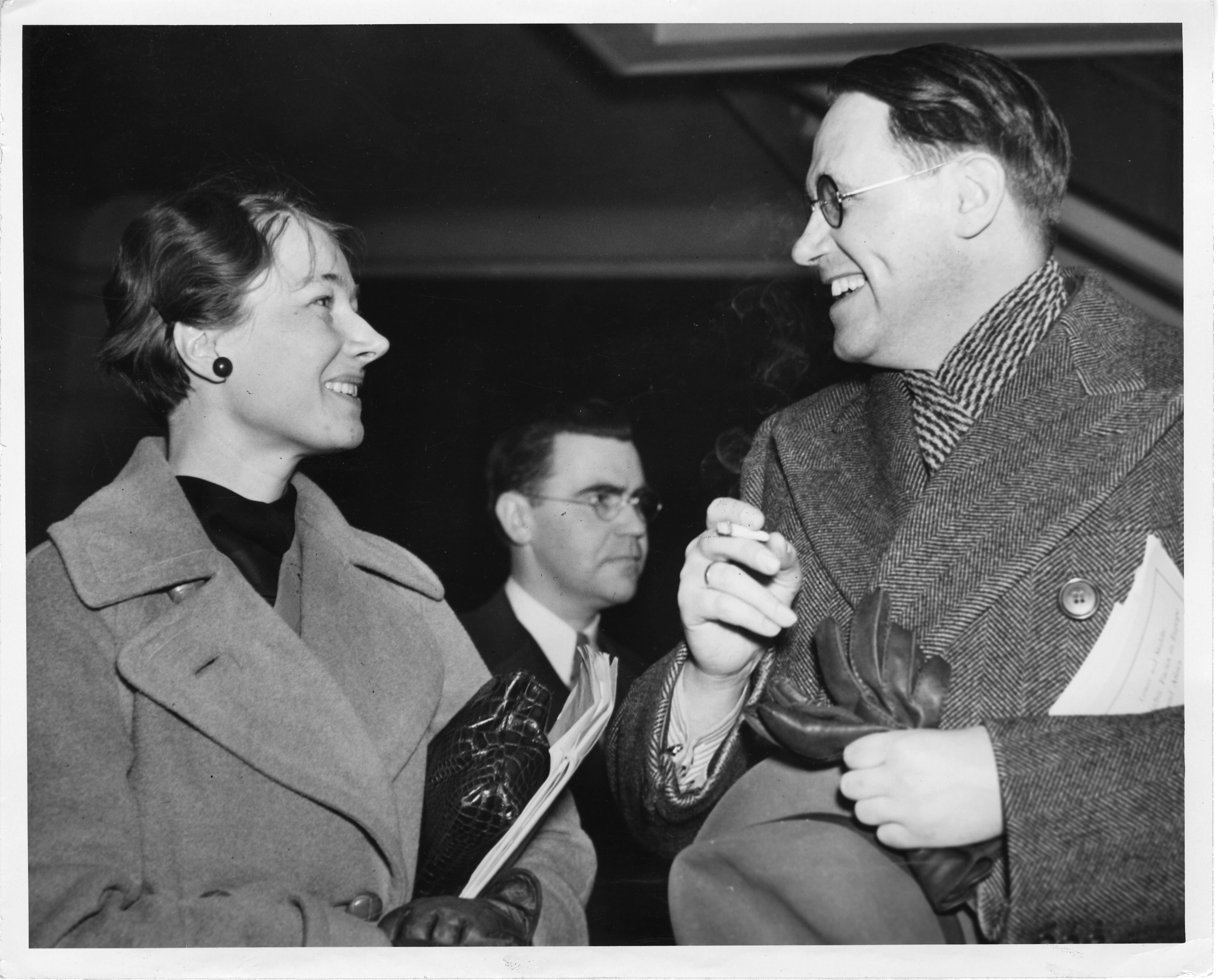
Frederica Annis Lopez de Leo de Laguna em um simpósio de 1937 com Kaj Birket-Smith (à direita), onde apresentaram um artigo conjunto sobre etnologia do Alasca.

A primeira expedição financiada de De Laguna foi para Prince William Sound e Cook Inlet, no Alasca, em 1930, depois que Kaj Birket-Smith adoeceu e não pôde continuar com De Laguna como seu assistente de pesquisa. Em vez disso, De Laguna conseguiu financiamento do Museu da Universidade da Pensilvânia e trouxe seu irmão Wallace, que era geólogo, como assistente. No ano seguinte, o museu contratou de Laguna para catalogar suas coleções de esquimós e novamente financiou duas escavações para Enseada de Cook em 1931 e 1932. Ela co-liderou uma expedição arqueológica e etnológica de Prince William Sound em 1933 com Birket-Smith; a viagem tornou-se a base para "The Eyak Indians of the Copper River Delta, Alaska" (1938). De Laguna explorou, em seguida, o baixo vale do Yukon e o Rio Tanana em 1935, publicando duas obras por causa disso: Travels Among the Dena (1994) e Tales from the Dena (1997).
O Bryn Mawr College contratou de Laguna como professora de sociologia em 1938 "para ministrar o primeiro curso de antropologia". Ela manteve essa posição até 1942, quando tirou uma licença para servir na reserva naval como tenente-comandante das Mulheres Aceitas para o Serviço Voluntário de Emergência (WAVES). Ela ensinou história naval e códigos e cifras para aspirantes no Smith College até o fim da guerra em 1945. Ela retomou suas funções de professora no Bryn Mawr College e depois retornou à região norte de Tlingit do Alasca na década de 1950, levando à sua "monografia abrangente de três volumes ... considerada [ser] o trabalho oficial sobre o Yakutat Tlingit". Embora aposentada em 1975, de Laguna permaneceu ativa em sua profissão através de uma viagem a Upernavik, Groenlândia (resultando na conclusão de The Tlingit Indians, de George Thornton Emmons [1991]), como trabalho voluntário para o Serviço Florestal dos EUA no Alasca e o estabelecimento da Frederica de Laguna Northern Books Press.
De Laguna também trabalhou na Associate Soil Conservationist em 1935 e 1936 na Reserva Indígena Pima, no Arizona; como professora em uma escola de campo arqueológico em 1941 sob o patrocínio do Bryn Mawr College e do Museu do Norte do Arizona; e como professora visitante na Universidade da Pensilvânia entre 1947 a 1949, e de 1972 a 1976; assim como, na Universidade da Califórnia, Berkeley de 1959 a 1960 e de 1972 a 1973. Mais de 5 000 objetos coletados durante sua carreira antropológica estão alojados nas coleções do Museu Penn.

## Obras publicadas
- 1930, The thousand march: Adventures of an American boy with the Garibaldi. Boston: Little, Brown. OCLC 3940490 (em inglês).
- 1937, The arrow points to murder. Garden City, NJ: Crime Club, Inc. OCLC 1720968 (em inglês).
- 1938, Fog on the mountain. Homer, AK: Kachemak Country Publications. OCLC 32748448 (em inglês).
- 1972, Under Mount Saint Elias: The history and culture of the Yakutat Tlingit: Part one, pdf. Smithsonian contributions to anthropology, v. 7. Washington, D.C.: Smithsonian Institution Press. OCLC 603795 (em inglês).
- 1977, Voyage to Greenland: A personal initiation in anthropology. New York: Norton. OCLC 2646088 (em inglês).
- 1991, with George Thornton Emmons, The Tlingit Indians. New York: American Museum of Natural History. OCLC 23463915 (em inglês).
- 1994, with Norman Reynolds and Dale DeArmond, Tales from the Dena: Indian stories from the Tanana, Koyukuk, and Yukon rivers. Seattle, WA: University of Washington Press. OCLC 31518221 (em inglês).
- 1997, Travels among the Dena: Exploring Alaska's Yukon valley. Seattle, WA: University of Washington Press. OCLC 42772476 (em inglês).